# جوناثان تالبوت
جوناثان تالبوت (بالإنجليزية: Jonathan Talbot)‏ هو فنان ورسام وكاتب أمريكي، ولد في 14 نوفمبر 1939.

## وصلات خارجية
- جوناثان تالبوت على موقع ديسكوغز (الإنجليزية)